# La Ral
La Ral és una entitat del municipi de Sant Pau de Segúries, situada prop de Camprodon, a la dreta del riu Ter. En el cens de 2013 tenia 39 habitants més 6 que viuen en disseminats.
La Ral, nom derivat de la reial, va ser fundada pel rei Jaume I per un conflicte d'interessos. El rei volia crear una vegueria a Camprodon amb un ampli sector de terreny pirinenc, però l'abat de Sant Pere de Camprodon no va deixar que s'instal·lés un veguer a la seva vila. El rei es va posar d'acord amb l'abat de Sant Joan de les Abadesses per crear al territori del seu monestir la residència del nou veguer. Així es va crear la Ral, el 1248. Com que algunes famílies deixaven Camprodon per anar a la Ral, el 1251 l'abat de Camprodon va cedir a les pretensions del rei i es va formar la vegueria de Camprodon.
Així, van quedar dues capitals de vegueria a escassos quilòmetres, i amb jurisdiccions que s'entrelligaven i eren causa de conflictes. Al segle xiv els reis Jaume II i Pere III van anar suprimint vegueries confiant-ne dues o més a un veguer. La Ral es va unir primer a la vegueria del Ripollès i, ben aviat, totes dues foren confiades al veguer de Vic i Osona.